# FK Haugesund

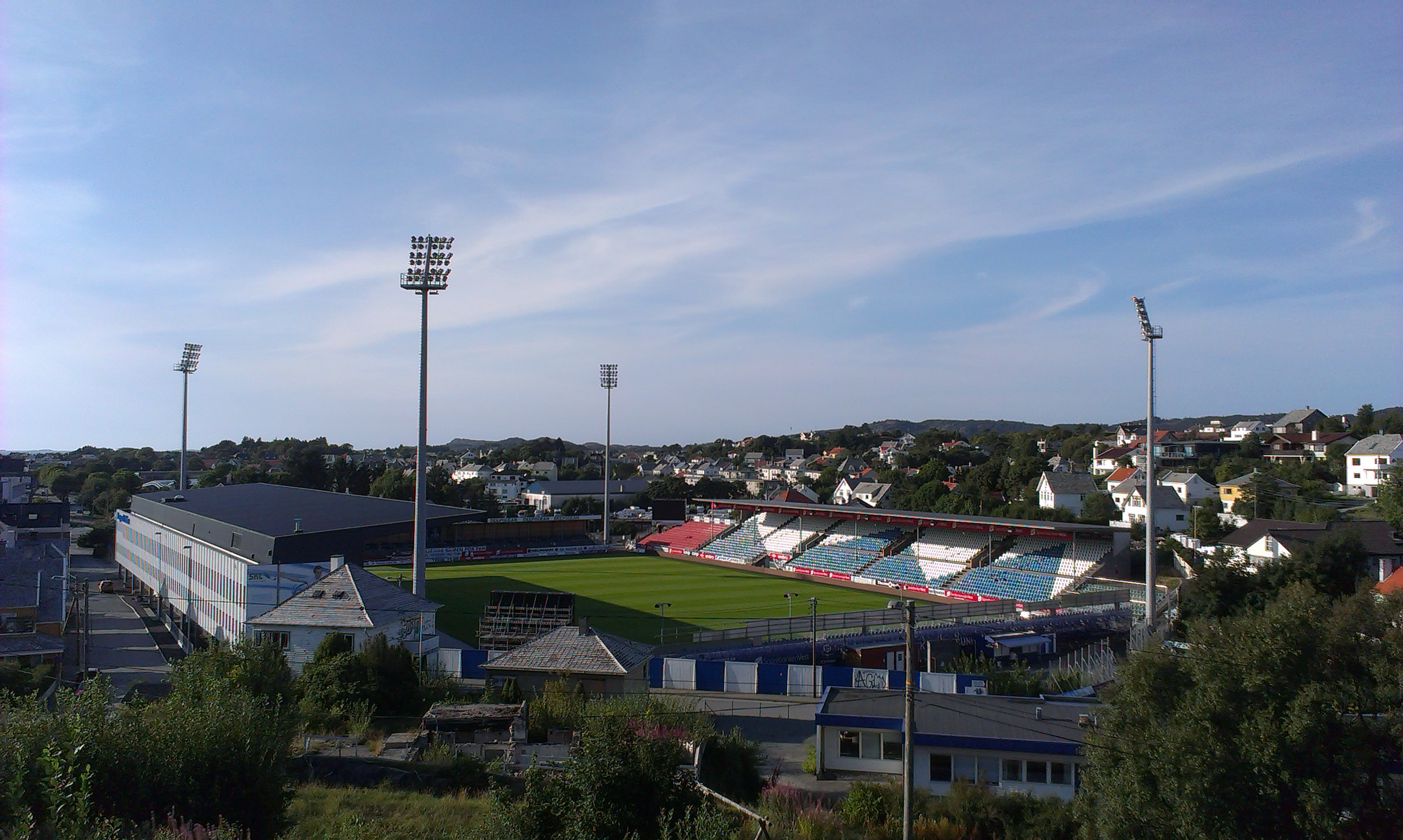
Stadion Haugesund

FK Haugesund (celým názvem Fotballklubben Haugesund) je norský fotbalový klub z města Haugesund založený 28. 10. 1993 sloučením klubů Haugar Haugesund a Djerv Haugesund. Klubové barvy jsou bílá a modrá, v klubovém emblému je fotbalový míč a racek v letu.
Svá domácí utkání hraje tým na stadionu Haugesund s kapacitou 8 950 diváků. V sezóně 2015 hraje v norské nejvyšší lize Tippeligaen.

## Výsledky v evropských pohárech
| Ročník  | Soutěž             | Kolo        | Soupeř                 | Doma | Venku | Celkem | Postup  |
| ------- | ------------------ | ----------- | ---------------------- | ---- | ----- | ------ | ------- |
| 2014/15 | Evropská liga UEFA | 1. předkolo | Airbus UK Broughton FC | 2:1  | 1:1   | 3:2    | postup  |
| 2014/15 | Evropská liga UEFA | 2. předkolo | FK Sarajevo            | 1:3  | 1:0   | 2:3    | vyřazen |

## Známí hráči
Viz též Kategorie:Fotbalisté FK Haugesund.